# Spycharka

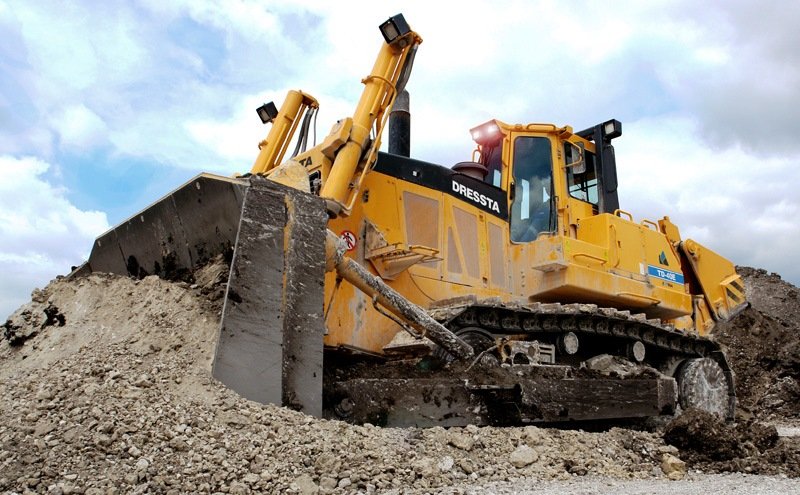
Największa spycharka gąsienicowa TD-40E marki DRESSTA o masie eksploatacyjnej 68 ton

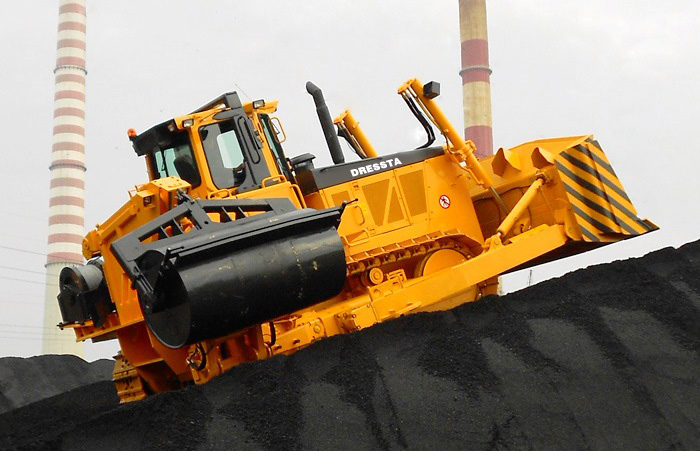
Spycharka gąsienicowa TD-25M Extra marki DRESSTA z walcem do zagęszczania węgla

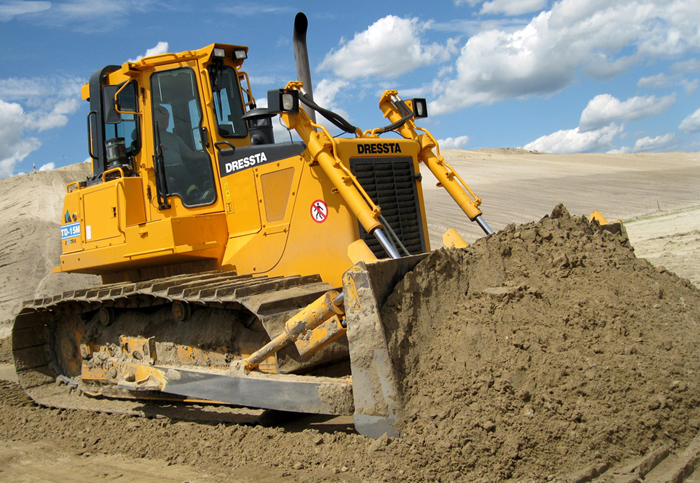
Spycharka gąsienicowa TD-15M Extra marki DRESSTA w wersji LGP

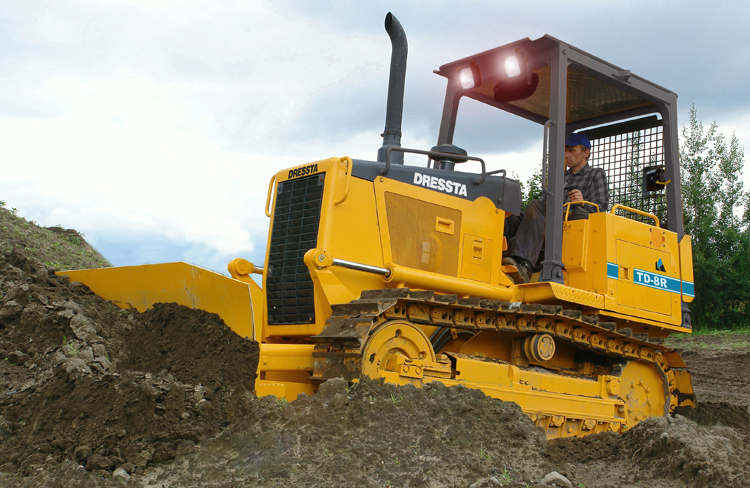
Mała spycharka gąsienicowa TD-8R marki DRESSTA

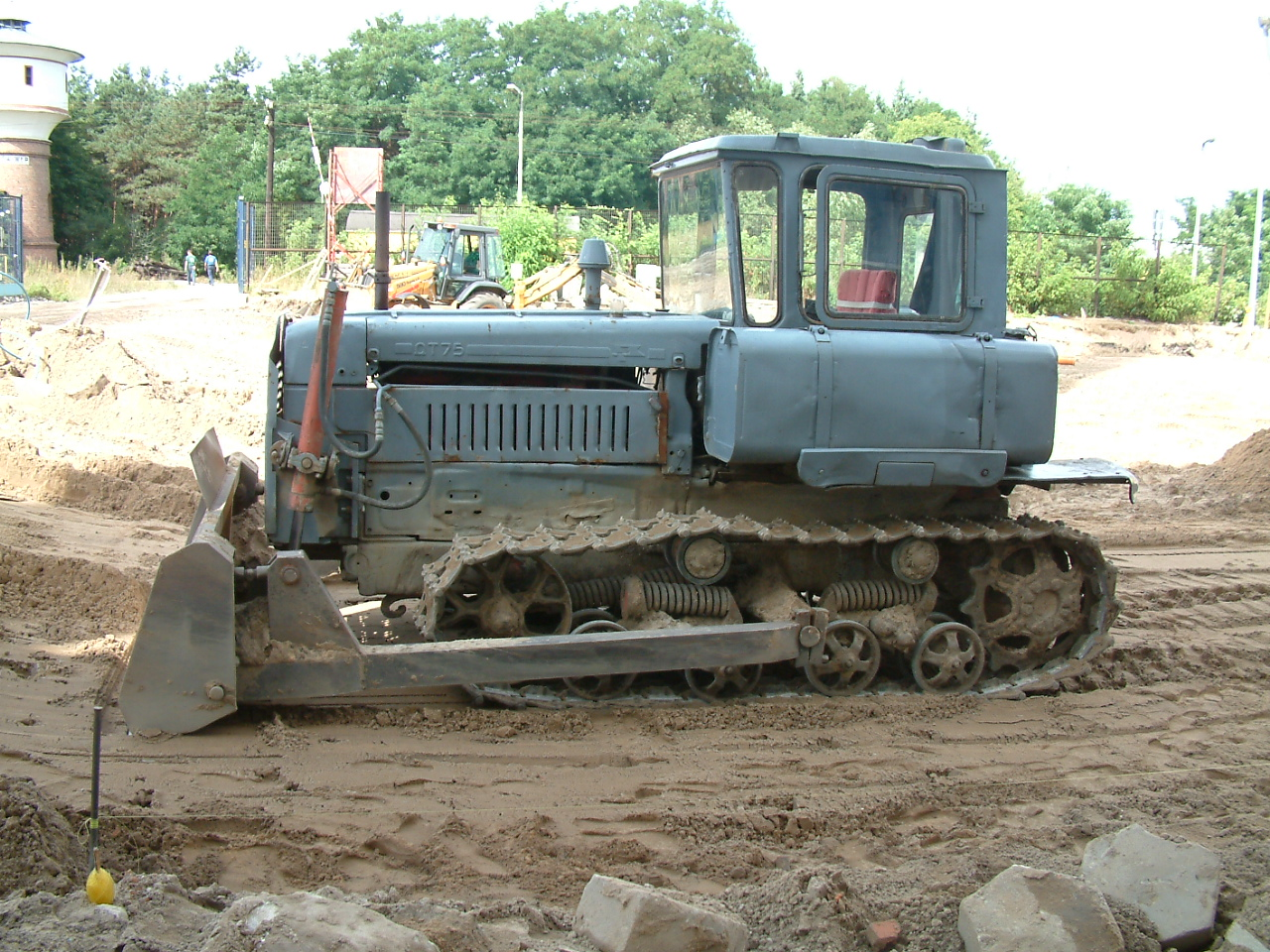
Spycharka Dz-42 na ciągniku DT-75, wyprodukowana w ZSRR

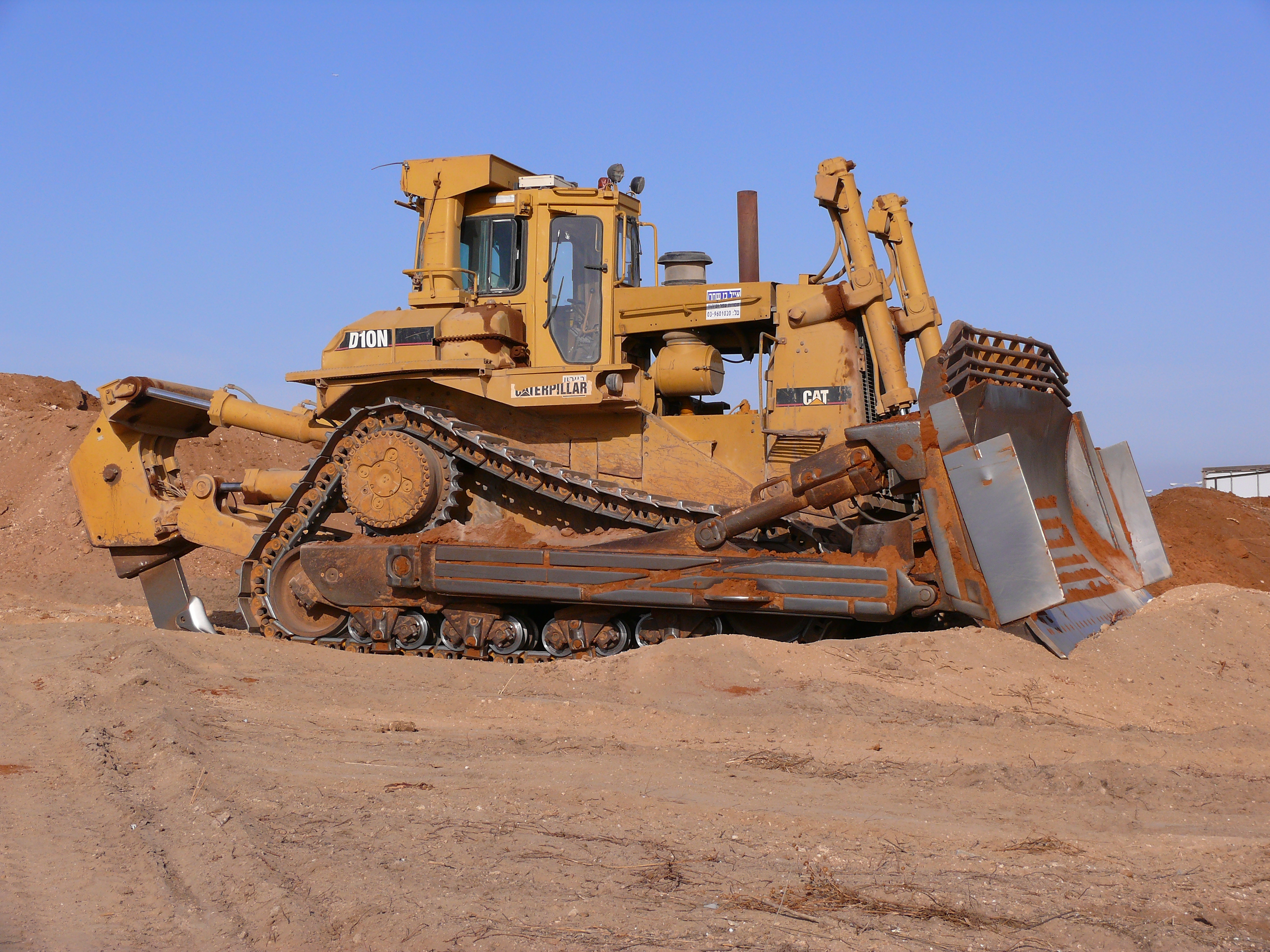
Duża spycharka (buldożer) Caterpillar D10N

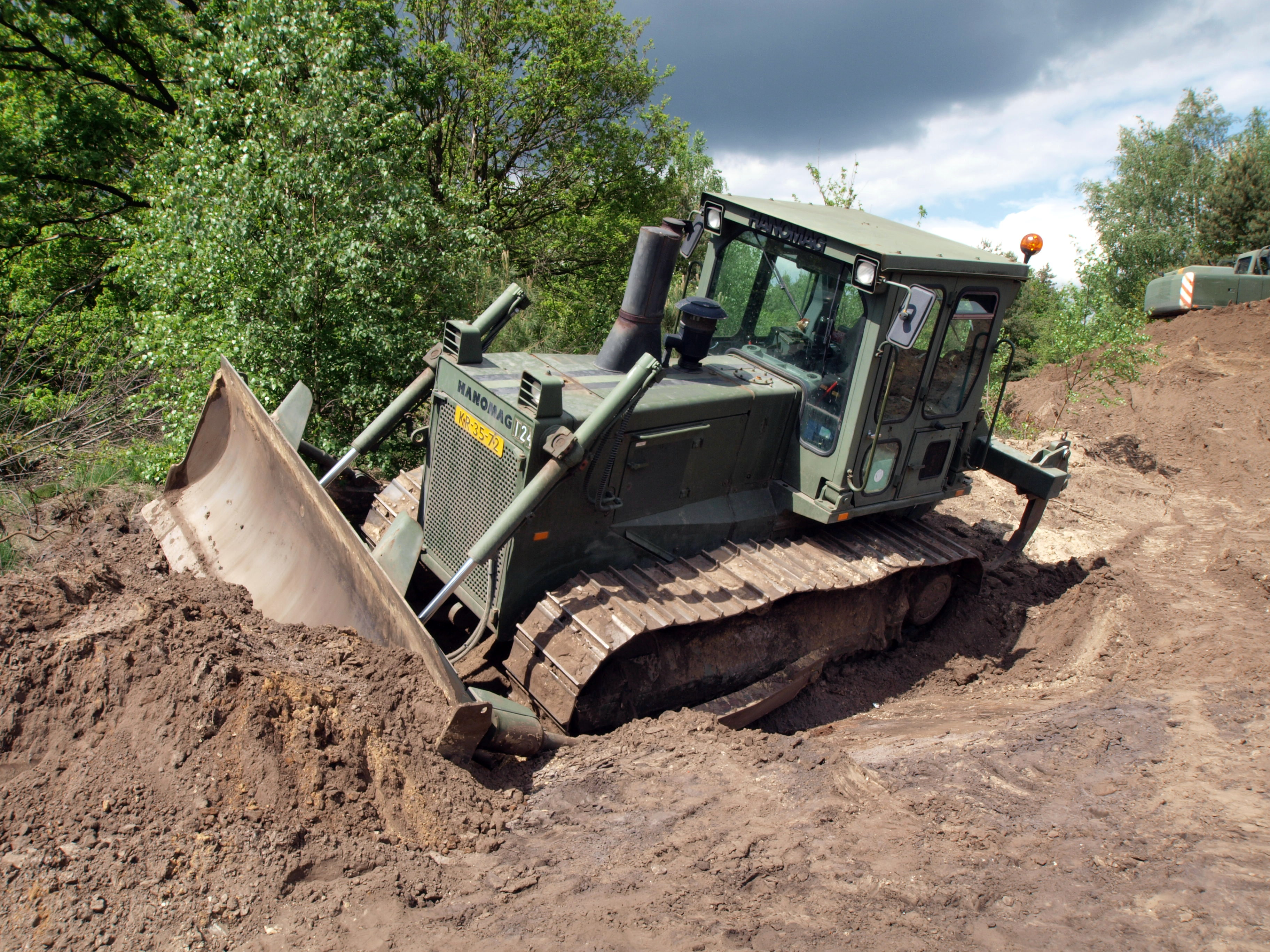
Spycharka Hanomag holenderskich wojsk lądowych (Koninklijke Landmacht)

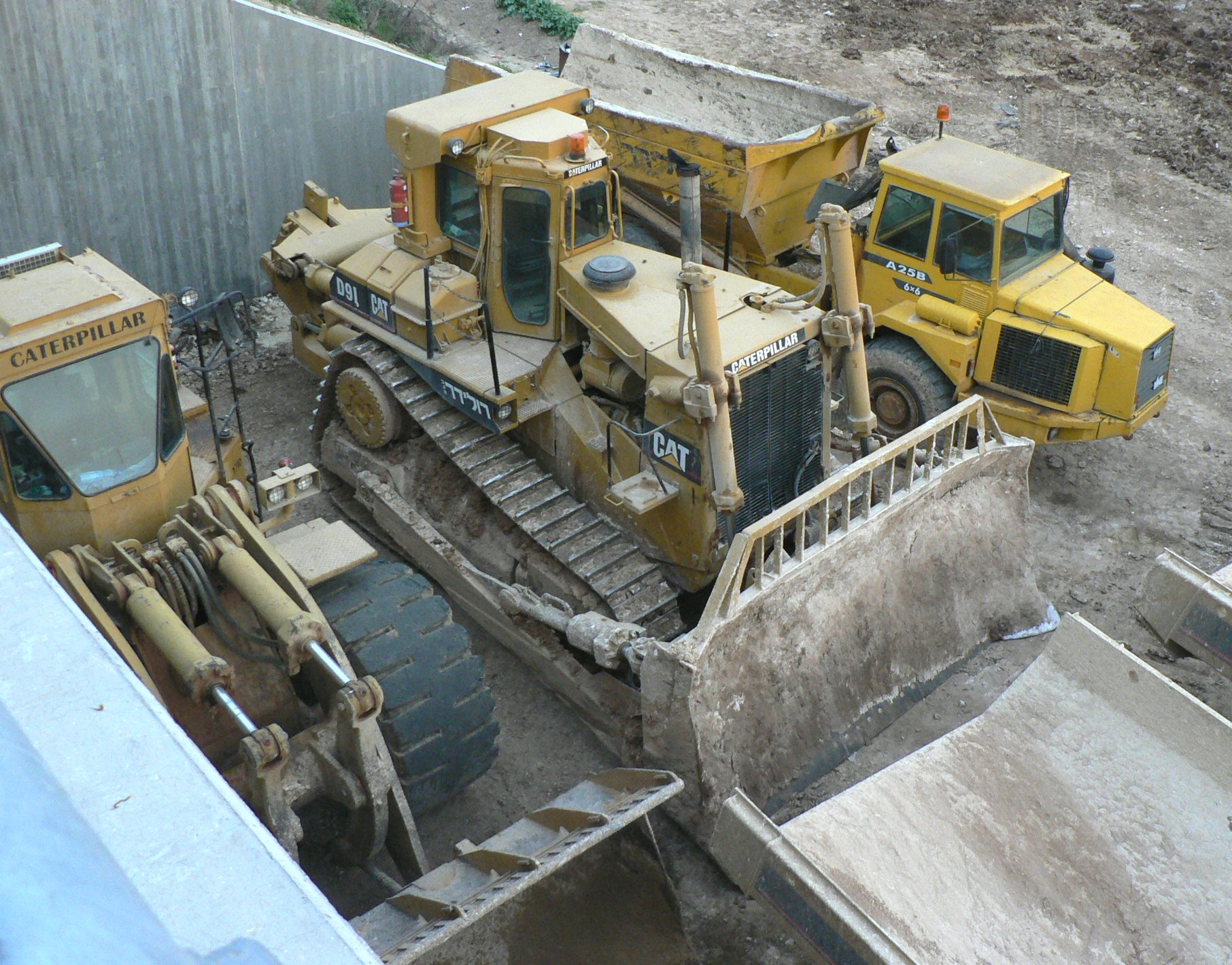
CAT D9L

Spycharka (pot. buldożer) – ciągnik gąsienicowy, zaliczany do grupy maszyn do robót ziemnych. Maszyna ta przeznaczona jest do wykonywania prac ziemnych w budownictwie ogólnym lub przemysłowym, górnictwie odkrywkowym i skalnym, energetyce (hałdowanie węgla kamiennego w elektrociepłowniach), leśnictwie, w sektorze komunalnym (składowiska odpadów), portach oraz kolejowych terminalach przeładunkowych.
Wykorzystywana głównie do odspajania gruntu, wykonywania wykopów, przemieszczania urobku na bliskie odległości, zagęszczania podłoża, niwelacji i profilowania terenu oraz innych prac przy użyciu lemiesza, zrywaka, zaczepu i innych specjalistycznych osprzętów.
Standardowa wersja tej maszyny przystosowana jest do pracy w klimacie umiarkowanym. Może być ona również dostosowana do eksploatacji przy temperaturach powietrza od -50 °C do +50 °C.

## Historia
W 1923 roku farmer James Cummings i kreślarz J. Earl McLeod stworzyli pierwsze projekty spycharki. Replika znajduje się w miejskim parku w Morrowville, w stanie Kansas, gdzie obaj panowie zbudowali pierwszą spycharkę. 18 grudnia 1923 roku Cummings i McLeod złożyli wniosek o patent USA nr 1 522 378, który został później wydany 6 stycznia 1925 roku na „Przyrząd do ciągników”. Został użyty od lat 40. XX wieku i dotarł do Europy po II wojnie światowej w celu przeprowadzenia odbudowy.

## Budowa spycharki gąsienicowej
Główne podzespoły spycharki gąsienicowej to:
- podwozie gąsienicowe;
- rama główna;
- nadwozie;
- układ napędowy;
- hydraulika układu napędowego;
- osprzęt roboczy;
- hydraulika układu roboczego.

### Podwozie gąsienicowe
Podwozie składa się z dwóch ram trakcyjnych o konstrukcji skrzynkowej, które wyposażone są w rolki jezdne, rolki podtrzymujące, koła napinające, koła łańcuchowe, łańcuchy gąsienicowe z płytami gąsienicowymi. Ramy trakcyjne osadzone są na czopach wałów mocowanych do tylnej części ramy głównej oraz do wahliwej belki stabilizatora.

### Rama główna
Rama główna jest to jednolita konstrukcja spawana, utworzona przez połączenie ramy przedniej i tylnej. Do ramy przykręcone (zamontowane) są: chłodnice, silnik, przekładnia hydrokinetyczna (zmiennik momentu), skrzynia biegów, przekładnie boczne i elementy nadwozia.

### Nadwozie
W skład nadwozia wchodzą: osłony boczne, dach silnika, błotniki, zbiornik paliwa, skrzynka akumulatorów, zbiornik układu hydraulicznego, kabina z klimatyzacją, pulpity, zewnętrzna osłona ROPS (ang. Roll Over Protection Structure).

### Układ napędowy
Składa się z następujących elementów:
- silnika z chłodnicą;
- przekładni hydrokinetycznej;
- wału przegubowego;
- skrzyni biegów;
- przekładni głównej z mechanizmem skrętu;
- przekładni bocznych.

### Hydraulika układu napędowego
Składa się z pomp na przekładni hydrokinetycznej, filtrów ssących i ciśnieniowych oraz zaworów hydraulicznych.

### Osprzęt roboczy
Szeroka gama osprzętów roboczych, takich jak:
- lemiesz półwklęsły z belkami i siłownikiem przechyłu;
- lemiesz półwklęsły z belkmi i siłownikiem przechyłu/nachylania;
- lemiesz skośny z ramą C z siłownikami przechyłu;
- lemiesz prosty z belkami i siłownikiem przechyłu;
- lemiesz 6-położeniowy z ramą "C" i siłownikami przechyłu i skrętu (6-WAY);
- zaczep;
- zrywak wielozębny – max. 3 zęby, belka zębów, podnoszona i opuszczana siłownikiem hydraulicznym;
- osprzęty specjalistyczne:
  - pługi;
  - wciągarki;
  - walce do zagęszczania węgla kamiennego[9].

## Podział spycharek

### Podział spycharek ze względu na zastosowany ciągnik
- gąsienicowe
- kołowe
  - z ramą sztywną
  - przegubowa

### Rodzaje spycharek ze względu na lemiesz
- czołowe (lemiesz ustawiony prostopadle do kierunku ruchu)
  - bocznie przechylne (lemiesz nastawialny w płaszczyźnie prostopadłej do kierunku jazdy)
  - segmentowe (na końcach lemiesza montowane dodatkowe ściany boczne)
  - czołowe skośne (lemiesz nastawialny w płaszczyźnie poziomej)
  - specjalne (z koszem zasypowym, karczowniki, z dodatkowymi układami regulacji, ze ślimakiem wzdłużnym, układem wibracyjnym lub impulsowym)
- skośne (lemiesz ustawiony bokiem do kierunku jazdy, umożliwia boczne przemieszczanie urobku)
- uniwersalne (możliwość ustawienie lemiesza w pozycjach skośnej, czołowej i przechylonej)

### Podział spycharek ze względu na sposób sterowania lemieszem
- hydrauliczne
- mechaniczne

## Praca spycharek
W pracy spycharek rozróżnia się 3 fazy:
- faza odspajania gruntu (nóż lemiesza poniżej płaszczyzny jazdy)
  - sposobem płaskim – lemiesz przez całą drogę odspajania opuszczony jest na tę samą głębokość
  - sposobem schodkowym – lemiesz na drodze odspajania dwu- lub trzykrotnie zmienia głębokość (na mniejszą)
- faza przesuwania urobku (nóż lemiesza w poziomie płaszczyzny jazdy)
  - przesuwanie czołowe[10]
  - płaskie – płaszczyzna przesuwania w płaszczyźnie terenu
  - korytowe – płaszczyzna przesuwanie poniżej płaszczyzny terenu (wydajność większa nawet o 100%)
  - przesuwanie boczne
- faza rozładunku (nóż lemiesza powyżej płaszczyzny jazdy)

{\displaystyle k_{ps}=1-l\cdot (0.01\pm 0.05)}
Sposoby zmniejszania strat bocznych:
- przesuwanie korytowe
- metoda zwałów pośrednich – drogę przesuwu dzieli się na 25–30 m odcinki
- zmiana toru przesuwu tak, żeby podczas kolejnego cyklu zgarniać materiał stracony w poprzednim
- stosowanie dwóch spycharek jadących w niewielkiej odległości

### Wydajność spycharki
Wydajność zależna jest od technologii pracy, wymiarów lemiesza, mocy ciągnika, rodzaju gruntu i pochylenia terenu oraz siły naporu spycharki. Czynnikiem decydującym jest cykl pracy.

### Cykl pracy spycharki
Cykl pracy spycharki składa się z czynności stałych i zmiennych, czas jego trwania jest równy:
{\displaystyle T_{c}=T_{st}+T_{zm}}
- Czynności stałe {\displaystyle T_{st}=2\left(t_{1}+t_{2}+t_{3}\right)}[min]
  - zmiany biegów (t1 – przeciętnie 5s)
  - zmiany kierunku jazdy (t2 – przeciętnie 10s)
  - podnoszenie i opuszczanie lemiesza (t3 – przeciętnie 4-5s)
- Czynności zmienne
  - odspajanie gruntu i nagarnianie urobku
  - przemieszczanie urobku
  - jazda powrotna

Ogólny wzór czasu trwania czynności zmiennych:

{\displaystyle T_{zm}={\frac {60}{1000}}\left({\frac {l_{n}}{v_{j}}}+{\frac {l-l_{n}}{v_{1}}}+{\frac {l}{v_{2}}}\right)}
gdzie:
ln – długość odcinka na którym grunt jest odspajany [m]
l – droga jazdy w jednym kierunku
vj – prędkość jazdy w fazie odspajania [km/h]
v1 – prędkość przy przemieszczaniu urobku
v2 – prędkość podczas powrotu

### Efektywny czas pracy
Współczynnik efektywnego wykorzystania czasu pracy jest stosunkiem przepracowanych przeciętnie minut w ciągu godziny (Tn) do czasu rzeczywistego:
kc = Tn/60
W normalnych warunkach przyjmuje się do kalkulacji kc = 0,80

## Dodatkowy osprzęt
Niekiedy spycharki wyposaża się w dodatkowy osprzęt:
- ładowarkowy (spycharko-ładowarki)
- zrywarkowy (spycharko-zrywarki)

Spycharki mogą być również wykorzystane do nietypowych prac takich jak:
- odśnieżanie (najczęściej spycharki ciągnikowe kołowe) – często się stosuje pojazdy samochodowe wyposażone w osprzęt spycharkowy
- karczowanie drzew
- jako popychacze zgarniarek
- prace podwodne

Wiele innych maszyn korzysta z osprzętu spycharkowego jako układów uzupełniających:
- walce i kompaktory
- koparki łyżkowe
- równiarki
- pojazdy samochodowe
- wyciągarki